# Agnyphantes arboreus
Espèce
Synonymes
- Bathyphantes arborea Emerton, 1915

Agnyphantes arboreus est une espèce d'araignées aranéomorphes de la famille des Linyphiidae.

## Distribution
Cette espèce se rencontre au Canada en Colombie britannique et en Alberta et aux États-Unis au Washington, au Wyoming et en Alaska,.

## Publication originale
- Emerton, 1915 : Canadian spiders, II. Transactions of the Connecticut Academy of Arts and Sciences, vol. 20, p. 145-160.